# Hylaeus infulatus
Hylaeus infulatus là một loài Hymenoptera trong họ Colletidae. Loài này được Snelling mô tả khoa học năm 1985.